# Charbonnières-les-Vieilles
Charbonnières-les-Vieilles is een gemeente in het Franse departement Puy-de-Dôme (regio Auvergne-Rhône-Alpes). De plaats maakt deel uit van het arrondissement Riom. Charbonnières-les-Vieilles telde op 1 januari 2022 1.161 inwoners.

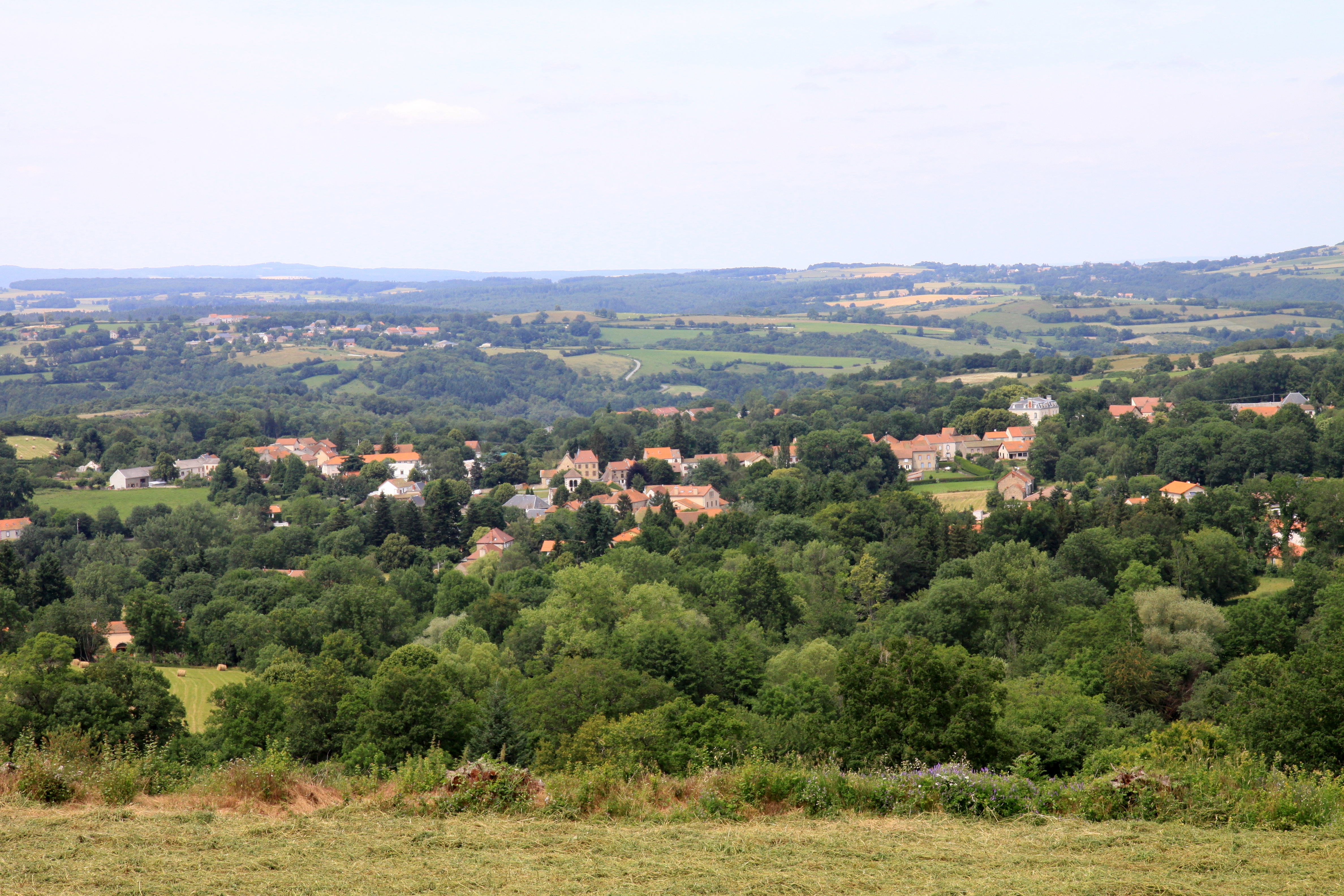
Gezicht op Charbonnières-les-Vieilles

## Geografie
De oppervlakte van Charbonnières-les-Vieilles bedroeg op 1 januari 2022 32,62 vierkante kilometer; de bevolkingsdichtheid was toen 35,6 inwoners per km².

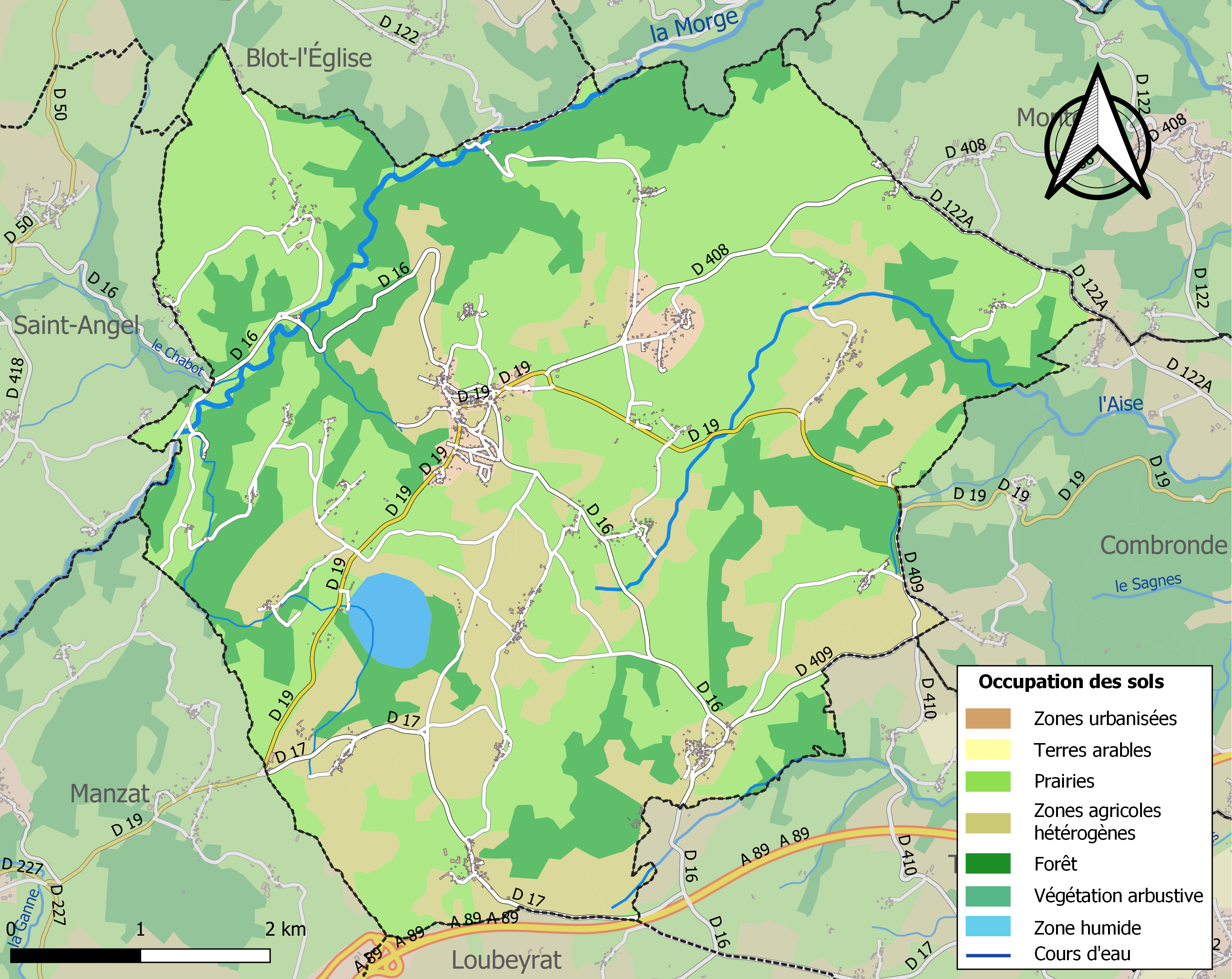
Kaart van de gemeente met belangrijkste infrastructuur, bodemgebruik en omliggende gemeenten

## Demografie
Onderstaande figuur toont het verloop van het inwonertal (bron: INSEE-tellingen).